# Distrito de Vilcashuamán
El distrito de Vilcashuamán es una de las ocho que conforman la provincia de Vilcashuamán, ubicada en el departamento de Ayacucho en el Perú.
Se encuentra ubicado a 117 km al sudeste de la ciudad de Ayacucho y a una altitud de 3470 m s. n. m.

## Historia
Su nombre proviene del quechua Willkawaman que significa "Halcón Sagrado". El principal centro urbano del distrito es la ciudad y centro arqueológico de Vilcashuamán.
El distrito fue creado el 1 de febrero de 1944, mediante ley N° 9942, en el gobierno del presidente Manuel Prado.

## División administrativa

### Centros poblados
- Urbanos
  - Vilcashuamán, con 2 927 hab.
- Rurales
  - Colpapampa, con 346 hab.
  - Estanciapata, 168 hab.
  - Huaccada, con 240 hab.
  - Pillucho, con 188 hab.
  - Pomatambo, con 226 hab.
  - Parcco, con 127 hab.
  - Putacca, con 171 hab.
  - San Francisco de Pujas, con 436 hab.
  - San Juan de Chito, con 549 hab.
  - San Martín de Hercomarca, con 320 hab.
  - Santa Rosa de Huancapuquio, con 218 hab.
  - Yuraccyacu, con 175 hab.
  - San Antonio de Pincha 120 hab.

## Autoridades

### Alcaldes
- 2019 - 2022[2]
  - Alcalde: Agliberto Martínez Buitrón, del Movimiento Regional Gana Ayacucho.
  - Regidores:

  1. Juan William Gutiérrez Mendoza (Movimiento Regional Gana Ayacucho)
  2. José Luis Gutiérrez Andrade (Movimiento Regional Gana Ayacucho)
  3. Sonia Ñaupas Najarro (Movimiento Regional Gana Ayacucho)
  4. Ada Paucar Barrientos (Movimiento Regional Gana Ayacucho)
  5. César Nilo Landeo Sulca (Qatun Tarpuy)